# Campaspero
Campaspero település Spanyolországban, Valladolid tartományban. Campaspero Bahabón, Cogeces del Monte, Langayo, Torre de Peñafiel, Fompedraza, Canalejas de Peñafiel, Olombrada és Cuéllar községekkel határos. Lakosainak száma 1004 fő (2024).

## Népesség
A település népessége az utóbbi években az alábbiak szerint változott:
| Lakosok száma | 1427 | 1443 | 1406 | 1379 | 1311 | 1174 | 1114 | 1079 | 1042 | 1004 |
|               | 2001 | 2004 | 2007 | 2009 | 2012 | 2014 | 2017 | 2019 | 2022 | 2024 |